# Parallel Patterns Library
Parallel Patterns Library (рус. Библиотека параллельных шаблонов) — библиотека Microsoft, предназначенная для использования разработчиками на C++ и предлагающая функции для многоядерного программирования, которая поддерживается начиная с Visual Studio 2010 и похожа по названию на Intel Threading Building Blocks. По стилю эта библиотека напоминает стандартную библиотеку C++ и хорошо сочетается с новыми возможностями стандарта C++ 11, также реализованными в Visual Studio 2010.
Например, этот последовательный цикл:
```
  for (int x=0; x < width; ++x)
  {
     //Something parallelizable
  }
```

Может быть превращён параллельный цикл, путём замены for на parallel_for:
```
  #include <ppl.h>
  // . . .
 Concurrency::parallel_for (0, width, [=](int x)
 {
     //Something parallelizable
 });
```

Код подразумевает, что цикл параллелен, а вся остальная работа выполняется библиотекой.
MSDN описывает библиотеку параллельных шаблонов как «императивную модель программирования, обеспечивающую масштабируемость и простоту использования для разработки параллельных приложений», которая используется для планирования и управления ресурсами, а для использования в параллельных приложениях предоставляются общие, безопасные типы алгоритмов и контейнеры.